# Henri Dujardin (syndicalist)
Henri Dujardin is een voormalig Belgische syndicalist.

## Levensloop
Op 15 mei 1996 volgde hij Charles Seumois op als voorzitter van de Waalse vleugel van het ACOD. Een functie die hij uitoefende tot 15 juni 1998 toen hij in deze hoedanigheid werd opgevolgd door Nicolas Stassart.
Hij volgde toen Jacques Lorez op als federaal voorzitter van het ACOD, een functie die hij uitoefende tot 2003. Hij werd opgevolgd door Guy Biamont.